# Kattjärnen (Lekvattnets socken, Värmland)
Kattjärnen är en sjö i Torsby kommun i Värmland och ingår i Göta älvs huvudavrinningsområde. Sjön har en area på 0,11 kvadratkilometer och ligger 314,3 meter över havet. Sjön avvattnas av vattendraget Granån.

## Delavrinningsområde
Kattjärnen ingår i det delavrinningsområde (666863-132911) som SMHI kallar för Utloppet av Bredsjön. Medelhöjden är 356 meter över havet och ytan är 38,91 kvadratkilometer. Det finns inga avrinningsområden uppströms utan avrinningsområdet är högsta punkten. Granån som avvattnar avrinningsområdet har biflödesordning 5, vilket innebär att vattnet flödar genom totalt 5 vattendrag innan det når havet efter 363 kilometer. Avrinningsområdet består mestadels av skog (78 procent) och sankmarker (13 procent). Avrinningsområdet har 0,49 kvadratkilometer vattenytor vilket ger det en sjöprocent på 1,3 procent.